# 마키노카타
마키노카타(일본어: 牧の方 まきのかた[*], 생몰년 미상)는 헤이안 시대 말기부터 가마쿠라 시대 초기에 걸쳐 살은 여성이다. 가마쿠라 막부 초대 싯켄 호죠 토키마사의 계실이다. 
『구칸쇼(愚管抄)』에서는 아버지는 오오토네리료 무네치카, 오빠는 오오오카 판관 토키치카라고 한다. 『아즈마카가미(吾妻鏡)』에서는 무샤도코로 무네치카, 오오오카 비젠노카미 토키치카 모두 마키노카타의 형제라 쓰여있다 (무샤도코로 무네치카와 오오오카 비젠노카미 토키치카의 가문에 언급은 없다). 또한, 마키 무네치카를 헤이지의 난 후에 미나모토노 요리토모의 구명에 힘썼다는 이케노젠니의 조카 후지와라노 무네치카와 동일인물로 하는 설에 따르면, 마키노카타는 이케노젠니의 조카 관계가 되어, 요리토모로부터도 소중히 여겨졌음을 짐작할 수 있다. 자녀로는 호죠 마사노리, 히라가 토모마사의 아내 (후의 후지와라노 쿠니미치의 아내), 우츠노미야 요리츠나의 아내, 보몬 타다키요의 아내 등이 있다.

## 생애
남편 토키마사와는 나이가 많이 차이 났지만, 두 사람의 사이는 화목했다고 한다. 토키마사와의 혼인 시기는 불분명하지만, 스기하시 타카오는 헤이지의 난 이전에 혼인했다는 설을 주장하고 있다. 그러나, 『구칸쇼(愚管抄)』에 마키노카타를 "토키마사 젊디 젊은 아내"라고 표현하고 있는 것이나, 마사노리의 탄생 시기부터 이론도 많아, 사카이 코이치는 전처의 아들로 추정되는 호죠 토키후사의 탄생 후에 토키마사가 전처와 사별했기 때문에, 마키노카타와 재혼했다고 하는 설을 취하였고, 호소카와 시게오는 요리토모의 거병 후 (아마도 관동 제압 후)로 하고 있다. 혼고 카즈토도 호소카와의 견해를 타당하다고 한다. 덧붙여, 스기하시도 호소카와도 호죠씨와 마키씨의 관계가 이른 시기부터의 것이라는 데는 견해가 일치하고 있어, 호소카와는 토키마사의 전처가 낳은 적남 호죠 무네토키의 에보시오야는 마키 무네치카였을 가능성을 지적하고 있다.
주에이 2년 (1182년) 11월, 출산 후의 의붓딸 마사코에게 남편 미나모토노 요리토모의 외도를 전해, 마사코가 마키노카타의 오빠 무네치카에게 명해, 요리토모의 애첩 카메노마에의 저택을 무터뜨리는 소동을 일으켰다.
겐큐 2년 (1205년) 6월, 토키마사에 의한 하타케야마 시게타다의 난이 일어나는데, 이는 토키마사와 마키노카타의 사위이자 교토 슈고로서 교토에 체류하고 있던 히라가 토모마사가 시게타다의 아들 시게야스의 일을 마키노카타에게 참언하고, 그 말을 들은 마키노카타가 토키마사에 참소했기 때문이라고 한다. 이어, 그 해 7월, 그녀는 토키마사와 공모해, 3대 쇼군 미나모토노 사네토모를 폐하고, 사위 토모마사를 신임 쇼군으로 옹립할 계획으로 막부 정권의 실권을 장악하려 했다. 그러나, 이 계획을 알게 된 호죠 마사코ㆍ요시토키 남매의 반격으로, 윤7월 20일, 토키마사와 함께 출가하였고, 이후 요시토키의 손에 의해 이즈국으로 유배되었다. 토모마사 역시 교토에서 추방되었다 (마키씨 사건). 
토모마사의 아내였던 딸은, 공가인 곤츄나곤 후지와라노 쿠니미치에게 재가했고, 마키노카타는 토키마사 사후, 교토의 딸 내외의 곁에서 의탁하였고, 사치스러운 인생을 살았다고 한다. 가로쿠 3년 (1227년) 3월에 쿠니미치 저택에서 남편 토키마사의 13주기를 지내고, 일족을 거느리고 여러 사찰 참배를 올리는 모습이 『메이게츠키(明月記)』에 기록되었고, 필자인 후지와라노 사다이에는 이때의 마키노카타의 행태를 비판하였다.
사망년도에 대해서는 명확하지 않지만, 『메이게츠키(明月記)』 간기 원년 (1229년) 6월 11일조에 후지와라노 타메이에의 아내 (우츠노미야 요리츠나의 딸로, 마키노카타의 손녀)의 비용 부담으로 49일 불사를 지냈다는 기재가 있어, 이것이 마키노타카의 불사라고 한다면 같은 해 4월 22일에 사망했다는 것이다.

## 관련 작품

### 희곡
- 마키노카타 (1896년) - 작가 츠보우치 쇼요

### TV드라마
- 호죠 마사코 (1970년, 테레비아사히) - 배우 이와사키 카네코
- 풀이 불탄다 (1979년, NHK대하드라마) - 배우 오오타니 나오코
- 요시츠네 (2005년, NHK대하드라마) - 배우 타나카 미나코
- 가마쿠라도노의 13인 (2022년, NHK대하드라마) - 배우 미야자와 리에 (역할이름은 "리쿠"라고 설정되어있다)